# Kalmar stifts riksdagsmän i prästeståndet
Följande personer företrädde Kalmar stift i prästeståndet vid Sveriges ståndsriksdag. Listan är komplett för ståndsriksdagarna 1809–1866 men inkluderar inte tidigare riksdagar.
Enligt 1810 års riksdagsordning var biskopen i varje stift självskriven ledamot i prästeståndet. Kalmar stift skulle bland sina kyrkoherdar utse två ledamöter, och komministrarna i stiftet hade möjlighet att inom sig utse ytterligare en ledamot.

### Riksdagen 1809–1810
- Biskop Magnus Stagnelius
- Jonas Lindeström

### Urtima riksdagen 1810
- Biskop Magnus Stagnelius (frånvarande)
- Jonas Lindeström
- Johan Peter von Sydow

### Urtima riksdagen 1812
- Biskop Magnus Stagnelius
- Jonas Lindeström
- Bengt Magnus Lindvall

### Urtima riksdagen 1815
- Biskop Magnus Stagnelius (frånvarande)
- Olof Ekerot
- Bengt Magnus Lindvall (på grund av sjukdom aldrig närvarande: entledigades 13/4 1815)[3]
  - Anders Fornander (från 13/4 1815)[4]

### Urtima riksdagen 1817–1818
- Biskop Magnus Stagnelius (frånvarande)
- Anders Fornander
- Johan Peter von Sydow

### Riksdagen 1823
- Biskop Magnus Stagnelius (frånvarande)
- Anders Fornander
- Carl Adolf Wahlbom

### Riksdagen 1828–1830
- Biskop Magnus Stagnelius (frånvarande)
- Abraham Ahlqvist (intog sin plats 20/11 1828)[5]
- Anders Georg Elfström

### Urtima riksdagen 1834–1835
- Biskop Anders Carlsson af Kullberg
- Abraham Ahlqvist
- Anders Georg Elfström

### Riksdagen 1840–1841
- Biskop Anders Carlsson af Kullberg
- Pehr Ahlqvist
- Anders Sandberg

### Urtima riksdagen 1844–1845
- Biskop Anders Carlsson af Kullberg (frånvarande)
- Anders Georg Elfström
- Anders Sandberg

### Riksdagen 1847–1848
- Biskop Anders Carlsson af Kullberg (frånvarande)
- Johan Israel Melén
- Anders Sandberg

### Riksdagen 1850–1851
- Biskop Anders Carlsson af Kullberg (frånvarande)
- Johan Israel Melén
- Anders Sandberg

### Riksdagen 1853–1854
- Biskop Paulus Genberg
- Johan Israel Melén
- Anders Sandberg

### Riksdagen 1856–1858
- Biskop Paulus Genberg (frånvarande)
- Johan Israel Melén
- Anders Sandberg

### Riksdagen 1859–1860
- Biskop Paulus Genberg (frånvarande)
- Johan Israel Melén
- Anders Sandberg

### Riksdagen 1862–1863
- Biskop Paulus Genberg (frånvarande)
- Johan Israel Melén
- Anders Sandberg

### Riksdagen 1865–1866
- Biskop Paulus Genberg (frånvarande)
- Johan Israel Melén
- Anders Sandberg